# Mary Oyaya
Mary Oyaya, es una actriz y modelo keniana. Es conocida por su papel de 'Maestra Jedi Luminara Unduli' en la exitosa película estadounidense Star Wars: El ataque de los clones.

## Biografía
Oyaya nació en Mombasa, Kenia, como la hija mayor de una familia de cuatro. Recibió su maestría en Relaciones Internacionales y luego completó una segunda maestría en Desarrollo Social Internacional. Después de mudarse a Australia, continuó apareciendo en comerciales de televisión y anuncios.

## Carrera
Ha trabajado para las Naciones Unidas desde que era joven. Trabajó principalmente con refugiados en Australia para varias ONG. Mientras estudiaba siguió una carrera como modelo en 1996. Luego apareció en varias revistas de moda como 'CAT' y 'S'. Mientras tanto, apareció en anuncios para gafas de sol Salvatore Ferragamo y Gucci o joyas y calzado de Chanel.
También protagonizó comerciales de televisión para Telstra Communications, Hewlett Packard Bell y varios anuncios deportivos. En 1999, actuó en la serie de televisión de la red SciFi, Farscape.  Durante este período, comenzó a unirse a producciones cinematográficas, como Lost Souls y Down and Under. En 2002, realizó su popular personaje como ' Maestra Jedi Luminara Unduli ' en la exitosa película estadounidense Star Wars: El ataque de los clones.

## Filmografía
| Año  | Película                                     | Rol             | Tipo      | Ref. |
| ---- | -------------------------------------------- | --------------- | --------- | ---- |
| 1999 | Farscape                                     |                 | TV Series |      |
| 2000 | Down & Under                                 |                 | Film      |      |
| 2000 | Lost Souls                                   |                 | Film      |      |
| 2002 | Star Wars: Episode II – Attack of the Clones | Luminara Unduli | Film      |      |